# Jeong Hyoi-soon
Jeong Hyoi-soon   (28 d'abril de 1964) fou una jugadora d'handbol sud-coreana que va competir durant la dècada de 1980.
El 1984 va prendre part en els Jocs Olímpics de Los Angeles, on guanyà la medalla de plata en la competició d'handbol.